# Alimenti (diritto)
Gli alimenti, ai sensi della legge italiana, sono delle prestazioni di assistenza materiale dovute per legge alla persona che si trovi in stato di bisogno economico, anche se per propria colpa. Tali prestazioni rientrano tra gli obblighi di solidarietà familiare (nell'ordinamento italiano, artt. 433 e ss. del codice civile).
Devono essere assegnati in proporzione allo stato di bisogno di chi li domanda e delle condizioni economiche di chi deve somministrarli; il diritto agli alimenti, prosegue il 2° comma dell’art. 438 del codice civile, non deve superare quanto sia necessario per la vita della persona in stato di bisogno, avuto però riguardo anche alla posizione sociale della persona.

## Disposizioni del codice civile italiano
Secondo la norma civile, sono tenuti all'obbligazione alimentare, nell'ordine, i seguenti soggetti:
- il coniuge (quando non sussiste l'obbligo di mantenimento ovvero il coniuge separato con addebito e il coniuge divorziato che abbia ricevuto la somma capitalizzata dell'assegno di divorzio);
- i figli, anche se adottivi, e in loro mancanza i discendenti prossimi;
- i genitori e in loro mancanza, gli ascendenti prossimi: con eguali diritti e parità di trattamento sia che si tratti di genitori naturali o adottivi, sposati o conviventi;
- gli adottanti;
- i generi e le nuore;
- i suoceri;
- i fratelli e le sorelle germani (di genitori comuni);
- i fratelli e le sorelle unilaterali (di genitori diversi).

L'obbligo di corrispondere gli alimenti spetta al soggetto che si trova nel grado più vicino, secondo l'ordine sopra indicato. Nell'ipotesi in cui vi siano più persone nello stesso grado, tale obbligo si divide in proporzione delle loro condizioni economiche.
Nell’ipotesi in cui più familiari siano coobbligati in solido, qualora uno di essi adempia interamente all’obbligo, può vantare diritto di regresso nei confronti degli altri (ai sensi dell'art. 1299 del codice civile.
Sono inoltre tenuti all'obbligazione alimentare i seguenti soggetti:
- il donatario, con precedenza su tutti gli altri obbligati, ma non oltre il beneficio tratto dalla donazione ricevuta;
- il coniuge cui sia imputabile la nullità del matrimonio, in favore dell'altro coniuge di buona fede, se non ci sono altri obbligati.

Infine gli alimenti sono dovuti anche dai genitori al figlio non riconoscibile, se divenuto maggiorenne e si trova in stato di bisogno.
L'obbligo di solidarietà verso l'altro coniuge decade nel caso di tentato uxoricidio o di separazione di fatto non legale, come nella fattispecie di abbandono del tetto coniugale.
L'obbligo di mantenimento da parte di entrambi i genitori sussiste verso tutti i figli, anche per quelli nati fuori del matrimonio (Costituzione, art. 29), anche a seguito di concepimento con dolo o colpa grave per mancata adozione (ed eventuale inganno del partner) delle misure contraccettive da parte della donna.